# Henry Blakeney
Henry Edward Hugh Blakeney (ur. 6 października 1890 w West Kensington w Londynie, zm. 12 lutego 1958 na wyspie Seil) – brytyjski lekkoatleta specjalizujący się w biegach sprinterskich i biegach płotkarskich, uczestnik igrzysk olimpijskich, żołnierz Armii Brytyjskiej.
Blakeney reprezentował Zjednoczone Królestwo podczas V Letnich Igrzyskach Olimpijskich w 1912 roku w Sztokholmie, gdzie wystartował w dwóch konkurencjach. W biegu na 100 metrów z nieznanym czasem zajął w trzecim biegu eliminacyjnym miejsce 3-6 i odpadł z dalszej rywalizacji. W biegu na 110 metrów przez płotki, Brytyjczyk zajął drugie miejsce w siódmym biegu eliminacyjnym, z czasem 17,4 sekundy. W półfinale odpadł z dalszej rywalizacji, kiedy z nieznanym czasem zajął trzecie miejsce w piątym półfinale.
Blekeney był zawodowym żołnierzem. Także w armii startował w zawodach lekkoatletycznych. W 1912 roku został mistrzem British Army na dystansie 120 jardów przez płotki. Na dystansie 440 jardów przez płotki zajął drugie miejsce. 
Blakeney walczył na frontach I wojny światowej, gdzie został ranny. Został udekorowany Krzyżem Wojskowym.

## Rekordy życiowe
- bieg na 120 jardów przez płotki - 15,4 (1912)
- bieg na 440 jardów przez płotki - 1:00,8 (1914)